# Platja de Llenguadets
La platja de Llenguadets, o cala dels Llenguadets, és una platja urbana del municipi de Salou (Tarragonès), situada entre la punta del Lari, a llevant, que la separa de la platja Llarga, i la punta de Porroig, a ponent, que la separa de la platja dels Capellans. Té una longitud de 60 metres i una amplada mitjana de 33 metres, formada per sorra fina i daurada, amb un pendent d'entrada a l'aigua suau. El seu únic accés és a peu, pel camí de ronda. Disposa de lloguer de parasols i gandules, dutxes, un punt de socors i un quiosc. Compta amb el segell ISO 14001 que acredita la seva excel·lent salubritat i qualitat ambiental i turística.
Els temporals d'hivern s'enduen periòdicament la sorra de la platja. El Ministeri de Medi Ambient la reposa traslladant-la des de la platja de Ponent.